# Дони-Стреоц
Дони-Стреоц (серб. Доњи Стреоц, Donji Streoc; алб. Strellc i Ulët) — село в общине Дечани в исторической области Метохия. С 2008 года находится под контролем частично признанной Республики Косово.

## Административная принадлежность
| Сербская позиция                                                                 | Албанская позиция                                            |
| -------------------------------------------------------------------------------- | ------------------------------------------------------------ |
| входит в общину Дечани Печского округа автономного края Косово и Метохия, Сербия | входит в общину Дечани Джяковицкого округа Республики Косово |

## Население
Согласно переписи населения 1981 года в селе проживало 1888 человек: 1878 албанцев, 1 серб и 1 мусульманин.
Согласно переписи населения 2011 года в селе проживало 2114 человек: 1041 мужчина и 1073 женщины; 2108 албанцев, 1 босняк и 9 лиц неизвестной национальности.
| Численность населения | Численность населения | Численность населения | Численность населения | Численность населения | Численность населения | Численность населения |
| 1948                  | 1953                  | 1961                  | 1971                  | 1981                  | 1991                  | 2011                  |
| --------------------- | --------------------- | --------------------- | --------------------- | --------------------- | --------------------- | --------------------- |
| 718                   | 814                   | 1013                  | 1365                  | 1888                  | 2383                  | 2114                  |

## Достопримечательности
На территории села находится башня Шабана Мурата Гюкая.